# Pozdniakowo (obwód kurski)
Pozdniakowo (ros. Поздняково) – wieś (ros. деревня, trb. dieriewnia) w zachodniej Rosji, w sielsowiecie sołdatskim rejonu fatieżskiego w obwodzie kurskim.

## Geografia
Miejscowość położona jest nad Rudą (główny dopływ Usoży w dorzeczu Swapy) i jej dopływem ruczajem Oriechowskij, 15 km od centrum administracyjnego sielsowietu (Sołdatskoje), 20 km na południowy zachód od centrum administracyjnego rejonu (Fatież), 45 km na północny zachód od Kurska, 18 km od drogi magistralnej (federalnego znaczenia) M2 «Krym» (część trasy europejskiej E105).
We wsi znajduje się 77 posesji.
Klimat
Miejscowość, jak i cały rejon, znajduje się w strefie klimatu kontynentalnego z łagodnym ciepłym latem i równomiernie rozłożonymi opadami rocznymi (Dfb w klasyfikacji klimatów Köppena).

## Demografia
W 2010 r. wieś zamieszkiwały 153 osoby.